# Malacothrix saxatilis
Malacothrix saxatilis es una especie de planta herbácea perteneciente a la familia de las asteráceas. Es originaria de Norteamérica.

## Distribución y hábitat
Es endémica de California, donde crece en la costa sur de las colinas y el centro y sierras. 

## Descripción
Es una hierba perenne que alcanza los 30 a 60 centímetros de altura desde un rizoma y caudex. Las hojas son variables en tamaño y forma y pueden ser lobuladas o no. La inflorescencia se encuentra en un capítulo con brácteas en forma de lanza. Las lígulas tienen 1 o 2 centímetros de largo y son de color blanco.

## Sinonimia
- Leucoseris saxatilis Nutt.[2]